# P4 Uppland
P4 Uppland, även kallat SR Uppland eller Radio Uppland, hörs i Uppsala län men kanalen går också att lyssna på söder om Gävle och vissa delar av Stockholms län. I kanalens utbud ingår nyhetsprogram, underhållning, nyhetssändningar på halvslag samt lokal sport. Även vissa rikstäckande program som Karlavagnen sänds från SR Uppland.
Redaktionen, som finns på Bredgränd 7 i centrala Uppsala, består av ca 20 anställda vilka är tekniker, reportrar, programledare, chefer och administrativ personal. Dessutom har Vetenskapsradion som sänder nationella program i P1 och P4 sina medarbetare i samma lokaler.
Var fjärde upplänning lyssnar en genomsnittlig vardag på P4 Uppland. Programmen finns också att lyssna på i efterhand, 30 dagar efter de sänts i FM.

## Lokala sändningar i P4
P4 Uppland sänder lokala program på vardagar mellan 05.59 och 17.35 samt på helgerna lokala nyheter varje timme mellan 8.30 och 14.30.

## Programmen i urval
- Morgon i P4 Uppland
- Förmiddag i P4 Uppland
- Eftermiddag i P4 Uppland[2]

## Riksprogrammen ifrån Uppsala
- Kossornas Planet Med Per Helgesson och Lena Nordlund. (Lördagar 12:03-13:00)
- Odla med P1 med Lena Redin, Ulla de Verdier och Maj-Lis Pettersson. Obs Programmet sänds bara under sommarhalvåret. (Måndag 10:35-11:00, repris tisdag 00:03 och lördag 12.05)

## Chefer
- Kanalchef: Markus Boger
- Programutvecklingschef: Bosse Pettersson
- Nyhetschef: Tova Kurkiala Medbo